# Theodoricus Monachus
Theodoricus Monachus (nórdico antiguo: Þórir munkr) fue un monje benedictino de Noruega en el siglo XII, posiblemente de la abadía de Nidaros (noruego:Nidarholm). La figura histórica del monje pudo ser la misma del obispo Tore de Hamar o el arzobispo Tore Gudmundsson, pues ambos compartían el mismo nominativo en latín Theodoricus en la abadía de San Víctor de París.
Theodorico escribió la historia de los reyes de Noruega, Historia de Antiquitate Regum Norwagiensium en algún momento entre 1177 y 1188. La obra recoge la historia noruega desde el siglo IX bajo el reinado de Harald I de Noruega hasta la muerte de Sigurd I de Noruega en 1130. Theodorico afirma que ha considerado su registro histórico como algo "totalmente impropio registrar para la posteridad los crímenes, asesinatos, perjurios, parricidios, profanaciones de lugares santos, el desprecio a Dios, el saqueo del clero no menor que de todo el pueblo, los secuestros de mujeres y otras abominaciones que tomaría mucho tiempo enumerar", refiriéndose a los acontecimientos tras la muerte del rey Sigurd (véase Guerras Civiles Noruegas).
El trabajo de Theodorico es una obra sinóptica de las más antiguas sagas reales que se conservaron hasta entonces, junto con Historia Norwegiæ y Ágrip af Nóregskonungasögum. Theodorico basó su trabajo en gran medida de las fuentes y sagas islandesas, posiblemente incluso de la Saga antigua de San Olaf y Óláfs saga Tryggvasonar de Oddr Snorrason.